# 大久保領家
大久保領家（おおくぼりょうけ）は、埼玉県さいたま市桜区の大字。郵便番号は338-0826。

## 地理
さいたま市桜区北部の沖積平野（荒川低地）に位置する。北で神田、東で上大久保、南で下大久保、西南で上大久保の飛地、西で五関と隣接する。西辺を鴨川が流れる。また、南辺から東辺にかけて鴨川の支流である作田排水路が流れる。この作田排水路は一部暗渠化されている。地区の南部および東部の境界を古入間川が流れていて、その名残が自然堤防の存在や道路の線形に見て取れる。地区の南方の羽根倉橋周辺に5つの飛地がある。内、荒川河川敷の飛地は入会地由来である。地内は北西端に僅かに残る市街化調整区域を除き市街化区域で、大泉院通りを境に南側が第一種住居地域、北側が第二種中高層住居専用地域である。市街化調整区域内もほぼ住宅地で占められている。

### 河川
- 鴨川 (埼玉県)
- 作田排水路

### 地価
住宅地の地価は2015年（平成27年）1月1日に公表された公示地価によれば大久保領家字中作田563番32外の地点で13万5000円/m2となっている。

## 歴史
古代には足立郡の郡衙があったと推定されている。
江戸期は武蔵国足立郡植田谷領に属する領家村であった。発足時は幕府領で、正保年間に一時的に旗本朝岡氏が知行の時期があった。村高は正保年間の『武蔵田園簿』では151石余、『元禄郷帳』では156石余、『天保郷帳』では187石余。化政期の戸数は50軒余で、村の規模は東西7町余、南北6町余であった。
幕末時点では足立郡領家村であった。明治初年の『旧高旧領取調帳』の記載によると、代官大竹左馬太郎支配所が管轄する幕府領であった。
1869年（明治2年）に成立した大宮県や浦和県の時期を経て1871年（明治4年）の第1次府県統合により埼玉県の管轄となり、1879年（明治12年）の郡区町村編制法により領家村は北足立郡に属したが、郡内に同名の村が複数あったため通称として植田谷領を冠称した。1889年（明治22年）4月1日、領家村は大久保村へ合併し、大久保村の大字領家となり、1955年（昭和30年）の大久保村の浦和市への合併後は村名の大久保を冠称した。2001年（平成13年）5月1日に浦和市が大宮市・与野市と合併しさいたま市となった際にさいたま市に属し、2003年（平成15年）4月1日にさいたま市に9つの行政区が発足した際に桜区に属している。

### 地名の由来
地名は荘園領主（領家）に由来すると思われる。

### 領家村に存在していた小字
- 神作田[10]
- 中作田
- 方町
- 西角
- 道場
- 川原
- 不作田
- 通前
- 広谷
- 沼尻
- 沼
- 大砂
- 千田切
- 天神前
- 円蔵寺

## 世帯数と人口
2017年（平成29年）9月1日現在の世帯数と人口は以下の通りである。
| 大字       | 世帯数    | 人口    |
| ---------- | --------- | ------- |
| 大久保領家 | 2,974世帯 | 6,589人 |

## 小・中学校の学区
市立小・中学校に通う場合、学区（校区）は以下の通りとなる。
| 番地 | 小学校                     | 中学校                     |
| ---- | -------------------------- | -------------------------- |
| 全域 | さいたま市立大久保東小学校 | さいたま市立上大久保中学校 |

## 交通
地内に鉄道は敷設されていない。最寄駅はJR東日本埼京線南与野駅が、字中作田563番地32外の地点よりおよそ2.5  kmの場所にある。

### 道路
- 埼玉県道57号さいたま鴻巣線 - 鴨川を渡る諏訪前橋付近にある飛地で僅かに掠める。
- 大泉院通[12]
- 白神通

## 地域

### 寺社
- 大泉院
- 日枝神社

### 文化財
- 大久保の大ケヤキ - 県指定天然記念物。日枝神社の参道にある幹回り9.4 m、高さ20 mの県内最大のケヤキの神木。八百比丘尼が植樹したという伝承が残されている[13][14]。
- 薬師堂のヒイラギ - 旧浦和市指定天然記念物。幹回り1.7 m、高さ9 m[15]の雌株である。
- 大久保領家遺跡 - 大泉院の南西に位置する弥生時代から中世に至る複合遺跡。1985年（昭和60年）以降数回の発掘調査が行われ、方形周溝墓、弥生時代後期・古墳時代前期・平安時代の竪穴建物跡、奈良時代の瓦、中世の輸入陶磁器（青磁）などが発見された。足立郡衙と推定されている。
- 春日氏一族の墓（大泉院内）

### 公園・緑地
- 大久保領家公園
- 大久保領家川原児童公園
- 大久保領家ケヤキ公園
- 下作田公園
- 西角公園

### 施設
- さいたま市立大久保東小学校
- 浦和こばと幼稚園
- さいたま市立大久保保育園
- 大久保領家西地区自治会館
- 大久保東公民館
- 大久保領家自治会館
- 埼玉県営大久保団地
- 埼玉県警察浦和大久保待機宿舎
- レッズランド（一部） - 飛地にある